# برشرام
برشرام (بالإنجليزية: Parashurama)، ((بالسنسكريتية: परशुराम, رومنة: Paraśurāma)، راما يحمل فأسًا)، هو التجسد (الصورة الرمزية) السادس بين الداشافاتارا الخاصة بالإله الحافظ فيشنو في الهندوسية. يُعتقد أنه أحد (الخالدين)، الذين سيظهرون في نهاية كالي يوغا ليكون معلم التجسد العاشر والأخير لفيشنو، كالكي. وهو متزوج من داراني، تجسيد لاكشمي، زوجة فيشنو. ذكر في رامايانا بسبب الصراع مع راما على قوس شيفا المكسور. وذكر في ماهابهاراتا كمعلم لبهيسما ودرونا وروكمي وكارنا.